# Tommie Agee
Thomas Lee Agee (Maplesville, 22 febbraio 1964) è un ex giocatore di football americano statunitense che ha militato nel ruolo di running back nella National Football League (NFL).

## Carriera

### Seattle Seahawks
Agee fu scelto dai Seattle Seahawks nel corso del quinto giro (119º assoluto) del Draft NFL 1987,, lo stesso anno dei compagni running back ad Auburn Bo Jackson, Brent Fullwood e Tim Jessie. Nella sua stagione da rookie un infortunio al ginocchio subito in pre-stagione non gli permise mai di scendere in campo. L'anno seguente come riserva corse 2 yard e ricevette 3 passaggi per 31 yard.

### Kansas City Chiefs
Nel 1989 Agee firmò come free agent con i Kansas City Chiefs. Trascorse le prime sei settimane della stagione in lista infortuni dopo essersi rotto i legamenti della mano sinistra nella terza gara di pre-stagione contro i Chicago Bears. Disputò 9 partite come riserva del leader della NFL in yard corse Christian Okoye, finendo con una portata da 3 yard.

### Dallas Cowboys
Nel marzo 1990 Agee firmò con i Dallas Cowboys. Disputò 11 gare come fullback dopo che Daryl Johnston si infortunò nella pre-stagione. Bloccò per Emmitt Smith e fu secondo nella squadra con 53 portate per 213 yard.
Nel 1991 Johnston tornò titolare e Agee giocò principalmente negli special team, mettendo a segno 8 tackle. Nel 1992 fu quarto nella squadra con 13 tackle negli special team.
Il 16 novembre, Agee fu svincolato per fare spazio al running back Lincoln Coleman. Il 30 novembre rifirmò dopo che Derrick Gainer si infortunò alla spalla. Nei playoff, incluso il Super Bowl XXVIII, non fece parte del roster attivo.

## Palmarès
- Super Bowl : 2

Dallas Cowboys: XXVII, XXVIII
- National Football Conference Championship: 2

Dallas Cowboys: 1992, 1993